# Concana celadon
Concana celadon är en fjärilsart som beskrevs av Herrich-Schäffer 1869. Concana celadon ingår i släktet Concana och familjen nattflyn. Inga underarter finns listade i Catalogue of Life.